# Кёкень, Роланд
Роланд Кёкень (венг. Kökény Roland, 24 октября 1975, Мишкольц) — венгерский гребец-байдарочник, выступающий за сборную Венгрии с 1999 года. Участник трёх летних Олимпийских игр, чемпион Лондона, чемпион Европы и мира, многократный призёр этапов мирового кубка и национальных первенств.

## Биография
Роланд Кёкень родился 24 октября 1975 года в городе Мишкольц. Активно заниматься греблей начал уже в возрасте десяти лет, в 1999 году впервые прошёл отбор в основной состав национальной сборной и получил возможность принимать участие в крупнейших международных стартах. В дебютном сезоне соревновался на чемпионате Европы в Загребе, в составе четырёхместной байдарки на полукилометровой дистанции занял седьмое место. Успешно прошёл квалификацию на летние Олимпийские игры 2000 года в Сидней, участвовал в дисциплине 1000 м на одиночках, однако дальше полуфинала пройти не смог. В следующем сезоне состоялся его дебют на взрослом чемпионате мира, гонка четырёхместных байдарок в Познани на километровой дистанции оказалась для него вполне успешной — венгр выиграл серебряную медаль.
Через год Кёкень дебютировал на взрослом Кубке мира, но каких-либо существенных результатов там не добился. В плане наград ему больше повезло на домашнем чемпионате Европы в Сегеде, где он выиграл две серебряные награды в составе четвёрки на километровой и полукилометровой дистанциях. В 2003 году пополнил медальную коллекцию ещё одним серебром, заняв второе место в программе Б-4 1000 м на чемпионате мира в американском Гейнсвилле. Ездил соревноваться на Олимпиаду в Афины, на байдарке-одиночке благополучно преодолел полуфинальную стадию, но в финале финишировал лишь шестым. Также в 2004 году наконец стал чемпионом Европы, одержав победу на соревнованиях в Познани в дисциплине 500 м на четвёрках.
На чемпионате мира 2005 года в хорватском Загребе был первым с двойкой на дистанции 1000 м, в той же дисциплине взял серебро на европейском первенстве, одновременно с этим пришли первые победы на этапах Кубка мира. Звание двукратного чемпиона мира Роланд Кёкень заслужил в 2006 году на домашних соревнованиях в Сегеде, однако на этот раз он находился в составе четырёхместного экипажа. Через год выиграл очередную серебряную медаль чемпионата Европы, хотя дальнейшая его карьера пошла на спад, из-за травм спортсмен вынужден был пропустить Олимпиаду в Пекине, а после смерти отца в 2009 году ему пришлось возглавить семейный бизнес и завязать со спортом. Тем не менее, год спустя он вновь вернулся в сборную и продолжил соревноваться на самых крупных турнирах.
В 2011 году на всех стартах Кёкень выиграл только одну бронзовую медаль, это произошло на чемпионате Европы в Белграде в дисциплине Б-2 1000 м. На чемпионате мира вновь отличиться не смог — только шестая позиция. Гораздо более успешным в плане наград получился следующий сезон, когда венгр сначала взял две золотые награды на этапах Кубка мира в немецком Дуйсбурге, обе в километровой гонке на двухместных байдарках, а потом в той же дисциплине одержал победу на европейском первенстве в Загребе. Благодаря череде удачных выступлений Роланд Кёкень и его партнёр Рудольф Домби удостоились права защищать честь страны на ХХХ летних Олимпийских играх в Лондоне, где впоследствии завоевали золото, опередив всех соперников на дистанции 1000 м. На тот момент ему было уже 36 лет.